# Hofkamer

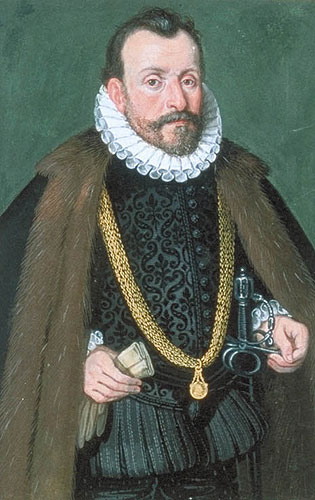
Reichard Streun von Schwarzenau, voorzitter van de Hofkamer van van 1567 tot 1575

De Hofkamer (Duits: Hofkammer) was de centrale financiële instantie van de Habsburgse monarchie, bevoegd voor de inkomsten en uitgaven van het hof en de staat.

## Geschiedenis
Reeds onder keizer Maximiliaan I werd het financiële bestuur van de Habsburgse erflanden en het Heilige Roomse Rijk gecentraliseerd in één hof- of schatkamer, die van tijd tot tijd werd overgedragen aan een schatbewaarder-generaal.
Deze instelling werd verder hervormd onder aartshertog Ferdinand en werd in 1527 onafhankelijk van de Rijkshofraad. De Neder-Oostenrijkse Kamer in Wenen, de Opper-Oostenrijkse Kamer in Innsbruck, de Boheemse Kamer in Praag en de Hongaarse Kamer in Pozsony ressorteerden onder de Hofkamer. Na 1558 was dit ook het geval voor de Silezische Kamer in Breslau. De Hofkamer was ondergebracht in de Rijkskanselarij-vleugel van de Hofburg in Wenen.

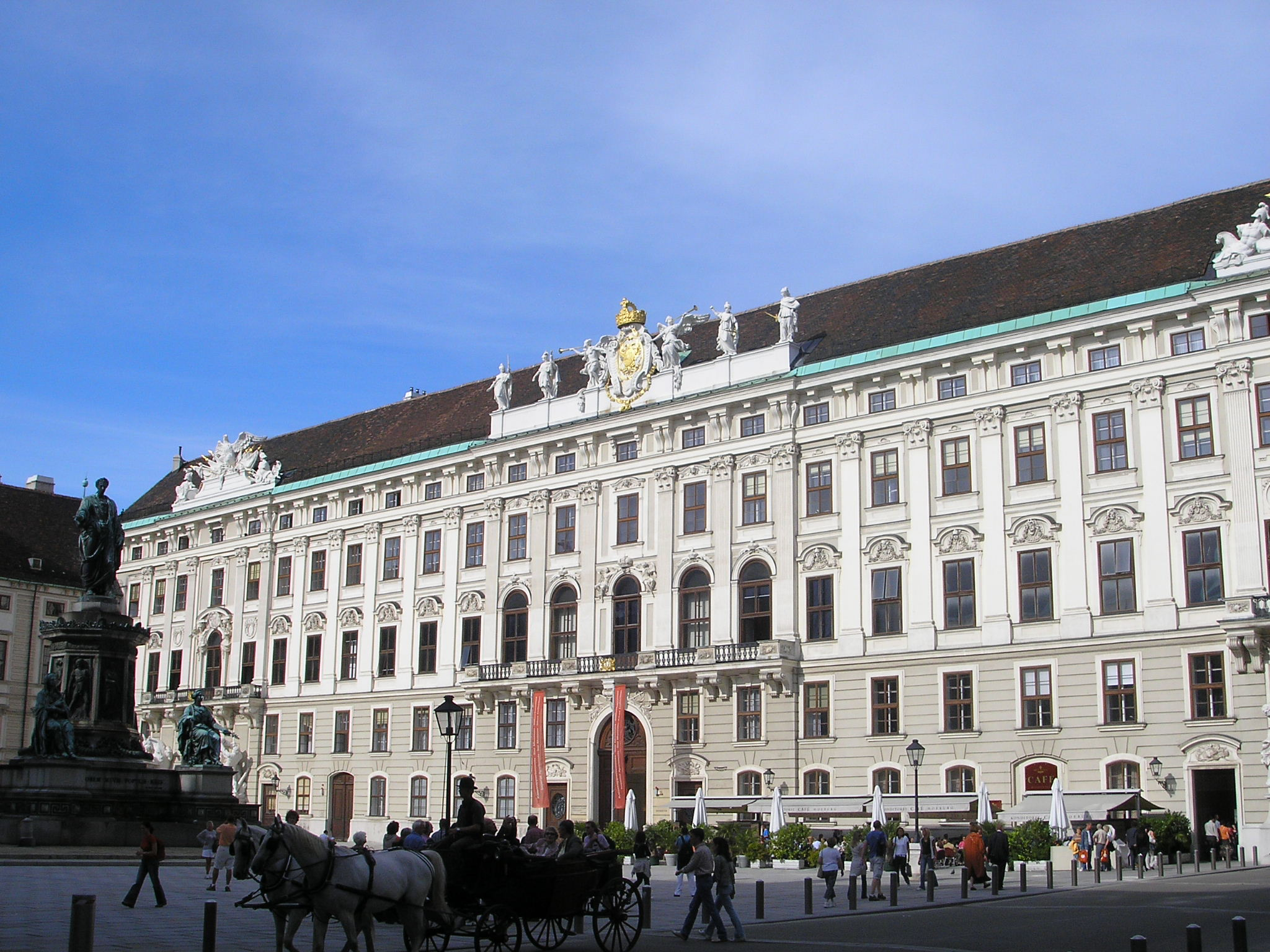
Rijkskanselarij-vleugel van de Weense Hofburg, waar de Hofkamer was ondergebracht

Onder Maria Theresia werd de Hofkamer opgewaardeerd tot de centrale financiële en economische instantie van de Habsburgse monarchie, waardoor de instelling tot in de 19e eeuw niet enkel de hoogste autoriteit voor het geldwezen was, maar ook voor handel, economie, mijnbouw en verkeer. Pas in 1848 werden deze bevoegdheden verdeeld onder nieuw gecreëerde ministeries.
De Hofkamer is de voorloper van het huidige Oostenrijkse bondsministerie van Financiën.